# Дора, Дурата
Дурата Дора (алб. Dhurata Dora; род. 24 декабря 1992, Нюрнберг, Бавария) — косоварская певица и автор песен.

## Биография
Дурата Дора родилась 24 декабря 1992 года в албанской семье в Нюрнберге (Бавария, Германия). Она ходила в начальную школу в немецком городе Фюрт и начала петь в юности, взяв псевдоним Дурата Дора. Её музыкальная карьера стартовала в Косово, где в 2011 году был выпущен её первый сингл и музыкальное видео «Vete kërkove». После успеха дебютного сингла в 2012 году вышел её совместный с косовским музыкантом и продюсером Доном Арбасом «Get Down». Песня оказалась ещё более популярной, чем «Vete kërkove». В следующем году был выпущен сингл «I Like Dat», а летом того же года появился хит «Edhe Pak», созданный в сотрудничестве с Blunt & Real и Lumi B.
В ноябре 2014 года вышел сингл Доры «A bombi». Весной 2015 года она стала работать с продюсерской компанией Max Production Albania. В апреле 2019 года в сотрудничестве с алжирским рэпером Soolking был выпущен сингл «Zemër», собравший более 500 миллионов просмотров в YouTube. Сингл достиг первого места в Албании и попал в музыкальные чарты Бельгии, Швейцарии и Франции, где был сертифицирован платиновым Национальным синдикатом фонографии (SNEP). В феврале 2020 года Дора в сотрудничестве с немецко-албанским рэпером Азетом выпустила немецкоязычный сингл «Lass los».

## Дискография

### Мини-альбомы
- A Bombi (2016)

### Синглы

#### В качестве ведущего исполнителя
| Название                                                                              | Год  | Высшая позиция в чартах | Высшая позиция в чартах | Высшая позиция в чартах | Высшая позиция в чартах | Высшая позиция в чартах | Высшая позиция в чартах | Сертификации      | Альбом             |
| Название                                                                              | Год  | АЛБ                     | АВС                     | БЕЛ (Ва)                | ГЕР                     | ФРА                     | ШВА                     | Сертификации      | Альбом             |
| ------------------------------------------------------------------------------------- | ---- | ----------------------- | ----------------------- | ----------------------- | ----------------------- | ----------------------- | ----------------------- | ----------------- | ------------------ |
| «Vetë kërkove»                                                                        | 2011 | н/д                     | —                       | —                       | —                       | —                       | —                       | —                 | Внеальбомный сингл |
| «Get Down» (совместно с Don Arbas)                                                    | 2012 | н/д                     | —                       | —                       | —                       | —                       | —                       | —                 | Внеальбомный сингл |
| «I Like Dat»                                                                          | 2013 | н/д                     | —                       | —                       | —                       | —                       | —                       | —                 | A Bombi            |
| «Roll» (совместно с Young Zerka)                                                      | 2014 | н/д                     | —                       | —                       | —                       | —                       | —                       | —                 | A Bombi            |
| «A Bombi» (совместно с Young Zerka)                                                   | 2014 | н/д                     | —                       | —                       | —                       | —                       | —                       | —                 | A Bombi            |
| «Ti don»                                                                              | 2015 | н/д                     | —                       | —                       | —                       | —                       | —                       | —                 | A Bombi            |
| «Shumë on»                                                                            | 2015 | н/д                     | —                       | —                       | —                       | —                       | —                       | —                 | A Bombi            |
| «Numrin e ri»                                                                         | 2016 | 5                       | —                       | —                       | —                       | —                       | —                       | —                 | A Bombi            |
| «Vec ty»                                                                              | 2016 | 16                      | —                       | —                       | —                       | —                       | —                       | —                 | Внеальбомный сингл |
| «Ayo»                                                                                 | 2016 | 1                       | —                       | —                       | —                       | —                       | —                       | —                 | Внеальбомный сингл |
| «Simpatia» (совместно с Lumi B)                                                       | 2017 | 6                       | —                       | —                       | —                       | —                       | —                       | —                 | Внеальбомный сингл |
| «Bubble»                                                                              | 2017 | 16                      | —                       | —                       | —                       | —                       | —                       | —                 | Внеальбомный сингл |
| «Kesh Kesh»                                                                           | 2017 | 5                       | —                       | —                       | —                       | —                       | —                       | —                 | Внеальбомный сингл |
| «Trëndafil» (совместно с Flori Mumajesi)                                              | 2018 | 1                       | —                       | —                       | —                       | —                       | —                       | —                 | Внеальбомный сингл |
| «Jake Jake»                                                                           | 2018 | 8                       | —                       | —                       | —                       | —                       | —                       | —                 | Внеальбомный сингл |
| «Qikat e mia»                                                                         | 2018 | 17                      | —                       | —                       | —                       | —                       | —                       | —                 | Внеальбомный сингл |
| «Zemër» (совместно с Soolking)                                                        | 2019 | 1                       | —                       | 6                       | —                       | 21                      | 13                      | - ФРА: Платиновый | Внеальбомный сингл |
| «100 Shkallë» (при участии Big Bang)                                                  | 2019 | —                       | —                       | —                       | —                       | —                       | —                       | —                 | Внеальбомный сингл |
| «Lass los» (при участии Азета)                                                        | 2020 | 24                      | 10                      | —                       | 10                      | —                       | 4                       | —                 | Внеальбомный сингл |
| «Ferrari»                                                                             | 2020 | —                       | —                       | —                       | —                       | —                       | —                       | —                 | Внеальбомный сингл |
| «Fajet» (with Azet)                                                                   | 2020 | 1                       | 37                      | —                       | 32                      | —                       | 8                       | —                 | Внеальбомный сингл |
| «Harrom»                                                                              | 2020 | —                       | —                       | —                       | —                       | —                       | 81                      | —                 | Внеальбомный сингл |
| «—» обозначает запись, которая не попала в чарт или не была выпущена в данной стране. |      |                         |                         |                         |                         |                         |                         |                   |                    |

#### В качестве приглашённого исполнителя
| «Bongo» (Capital T при участии Дураты Доры)                                           | 2016 | 3 | Внеальбомный сингл |
| «Te Quiero» (Maître Gims при участии DJ Assad и Дураты Доры)                          | 2019 | — | Le Fléau           |
| «—» обозначает запись, которая не попала в чарт или не была выпущена в данной стране. |      |   |                    |